# ミュンヘン降霊術手引書
『ミュンヘン降霊術手引書』（ミュンヘンこうれいじゅつてびきしょ、the Munich Handbook of Necromancy）は、ドイツ・ミュンヘンのバイエルン州立図書館所蔵の15世紀のグリモワール、手稿 CLM 849 の仮称である。ラテン語で記されたこのテキストは、主として鬼神学と降霊術に関するものである。この手稿本のテキストは1998年に出版されたリチャード・キークヘファーの Forbidden Rites, A Necromancer's Manual of the Fifteenth century （『禁断の儀式、15世紀の降霊術師のマニュアル』）に収録された。同書は後半にラテン語の原文テキストの転写を載せているが、前半部分には、この手稿本の特徴とグリモワール全般について考察する著者の論文の中に組み込まれる形で、テキストの一部の英訳が含まれている。完訳は出版されていない。